# 逃稅
逃稅，又稱瞞稅或非法避稅，泛指以不合法手段企圖逃避繳納應繳稅款的行為。在某些國家中，逃稅屬於刑事犯罪，案情輕者可能被處以應繳稅額數倍的罰款（例如香港為三倍、新加坡可達五倍）。在中國大陸，過去若逃稅金額龐大甚至可能判處死刑，但最新的《刑法修正案》已取消此罪的死刑條文，改為最重可處以無期徒刑。

## 常見的逃稅方法
1. 在綜合所得稅中低報收入、多報支出。
2. 在出入口關稅申報時故意提供不實資訊（例如貨品分類、數量、金額、日期、收發貨人等）；或行賄海關與稅務人員，進行走私等非法貿易。
3. 不開立交易憑證（如漏開統一發票），藉此虛減營收。
4. 購買發票以虛報支出，進行逃稅。[2]
5. 假借捐贈逃稅。例如臺灣捐贈可列舉所得扣抵，有人會製作假捐贈單據逃避稅賦。[3]
6. 簽訂「陰陽合約」等雙重契約，刻意隱瞞實際收入。[4][5]
7. 以假買賣名義進行土地或不動產贈與，避開土地增值稅與贈與稅。
8. 利用移轉訂價或關聯交易操作利潤分配，降低應稅所得。
9. 以他人名義購買房地產，規避自用住宅限制與印花稅差額（俗稱「借人頭」）。[6]

## 相關
範例案件
- 3760萬令吉所得稅欠款案
- 范冰冰事件
- 遠華案
- 賴昌星
- 葵鏗皮草走私案件
- 林金招
- 梅西
- 節稅：合法的避稅方式
- 犯罪經濟學 （页面存档备份，存于）

## 外部連結
臺灣
- 逃稅 - 稅務小常識 （页面存档备份，存于） – 財政部稅務入口網

中國大陸
- 偷稅與漏稅、節稅、避稅的區別 – 汕尾市國家稅務局